# Bathythrix peregrina
Bathythrix peregrina là một loài tò vò trong họ Ichneumonidae.